# Phylloscartes oustaleti
El orejerito de Oustalet o atrapamoscas de Oustalet (Phylloscartes oustaleti), es una especie de ave paseriforme de la familia Tyrannidae, perteneciente al  numeroso género Phylloscartes. Es endémico del sureste de Brasil.

## Distribución y hábitat

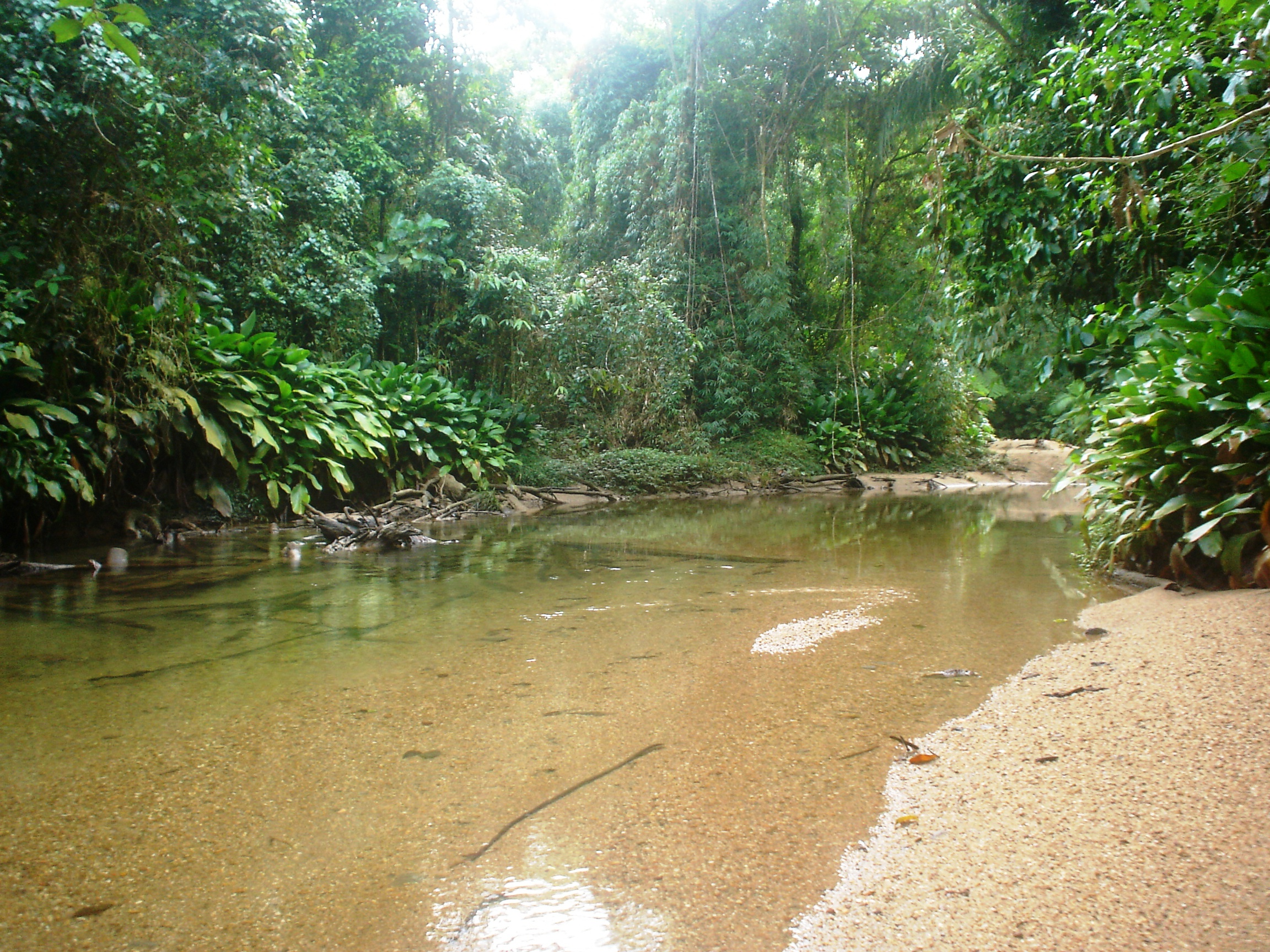
Mata Atlántica en Guaraqueçaba, Paraná, Brasil, ejemplo de hábitat de la especie.

Se distribuye en el sureste de Brasil, desde el sur de Bahía hacia el sur hasta el este de Santa Catarina.
Esta especie es considerada localmente bastante común en sus hábitats naturales; el sub-dosel y el estrato medio de bosques húmedos de la Mata Atlántica a altitudes entre 400 y 900 m.

## Estado de conservación
El orejerito de Oustalet ha sido calificado como casi amenazado por la Unión Internacional para la Conservación de la Naturaleza (IUCN) debido a que su población, todavía no cuantificada, se sospecha estar en decadencia moderadamente rápida como resultado de la pérdida de hábitat.

## Sistemática

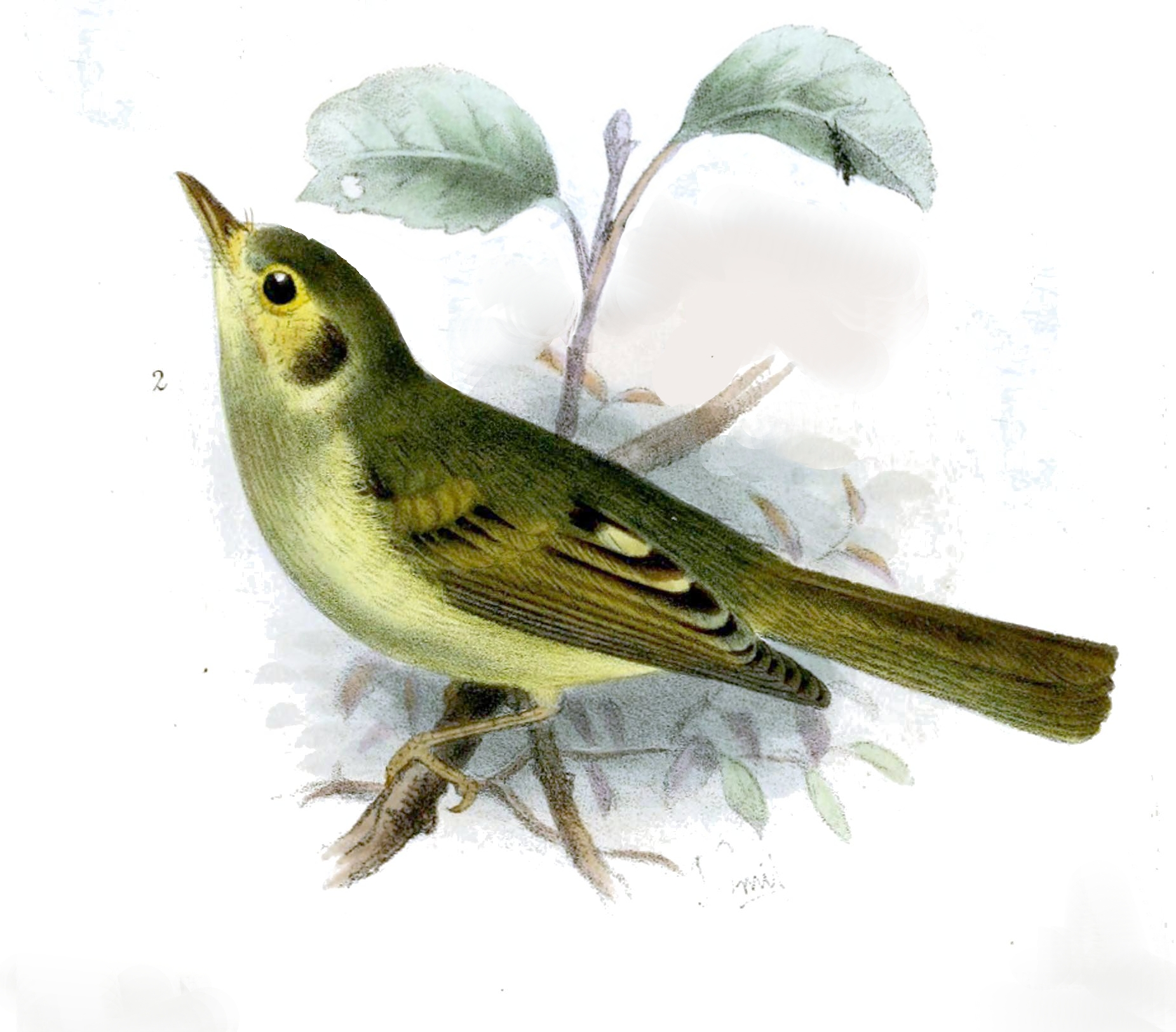
Leptopogon oustaleti; ilustración de Joseph Smit, en Proceedings of the Zoological Society of London, 1887.

### Descripción original
La especie P. oustaleti fue descrita por primera vez por el zoólogo británico Philip Lutley Sclater en 1887 bajo el nombre científico Leptogon oustaleti; su localidad tipo es: «Bogotá, errado, probablemente es Corcovado, Río de Janeiro, Brasil».

### Etimología
El nombre genérico masculino «Phylloscartes» se compone de las palabras del griego «phullon» que significa ‘hoja’, y «skairō» que significa ‘saltar, bailar’; y el nombre de la especie «oustaleti» conmemora al zoólogo francés Émile Oustalet (1844–1905).

### Taxonomía
Es monotípica.